# Hadja Cissé
Pour les articles homonymes, voir Cissé.
Hadja Cissé, née le 7 mars 1991 à Épernay, est une handballeuse franco-sénégalaise. Elle joue au poste d'arrière gauche, au Reims Champagne Handball en Nationale 1, ainsi qu'au sein de l'équipe nationale sénégalaise.

## Biographie
Sa carrière commence à l'âge de 13 ans, dans sa ville natale, au RC Epernay. Un bercail quitté dès 2006, afin de continuer sa formation au Pôle espoirs de Metz. Parallèlement, elle intègre les équipes de jeunes du club de Yutz. Incorporée à la rentrée 2007 à la réserve senior (Nationale 2, la Quatrième division française), Hadja débute fin 2008 en équipe première, qui évolue en Division 2.
Lorsque Yutz descend en N1, en 2010, cap sur Abbeville (D2), adoption du numéro de maillot qui la suivra partout (le 39), puis bail de quatre ans à Cannes. Dès sa première saison sur la Côte d'Azur (2011-2012), la Champenoise participe à la montée de l'ASC en D2. Désignée cette saison-là meilleure arrière gauche du championnat de Nationale 1, elle s'impose ensuite comme l'une des joueuses les plus prolifiques de l'antichambre de l'élite (494 buts de 2012 à 2015).
Depuis 2009, la droitière est en outre appelée en équipe nationale du Sénégal. Sous les couleurs sénégalaises, elle remporte une médaille de bronze aux Jeux Africains de 2015, organisés à Brazzaville (Congo).
Le plus haut niveau lui ouvre ses portes en 2015 quand elle signe à Fleury-les-Aubrais, tout nouveau champion de France. Essentiellement affectée aux missions défensives, elle y découvre la Ligue des Champions, la plus prestigieuse des coupes d'Europe (deux tours, 12 matches).
En mars 2016, à Trélazé, Hadja remporte son premier titre majeur en club, la coupe de la Ligue.

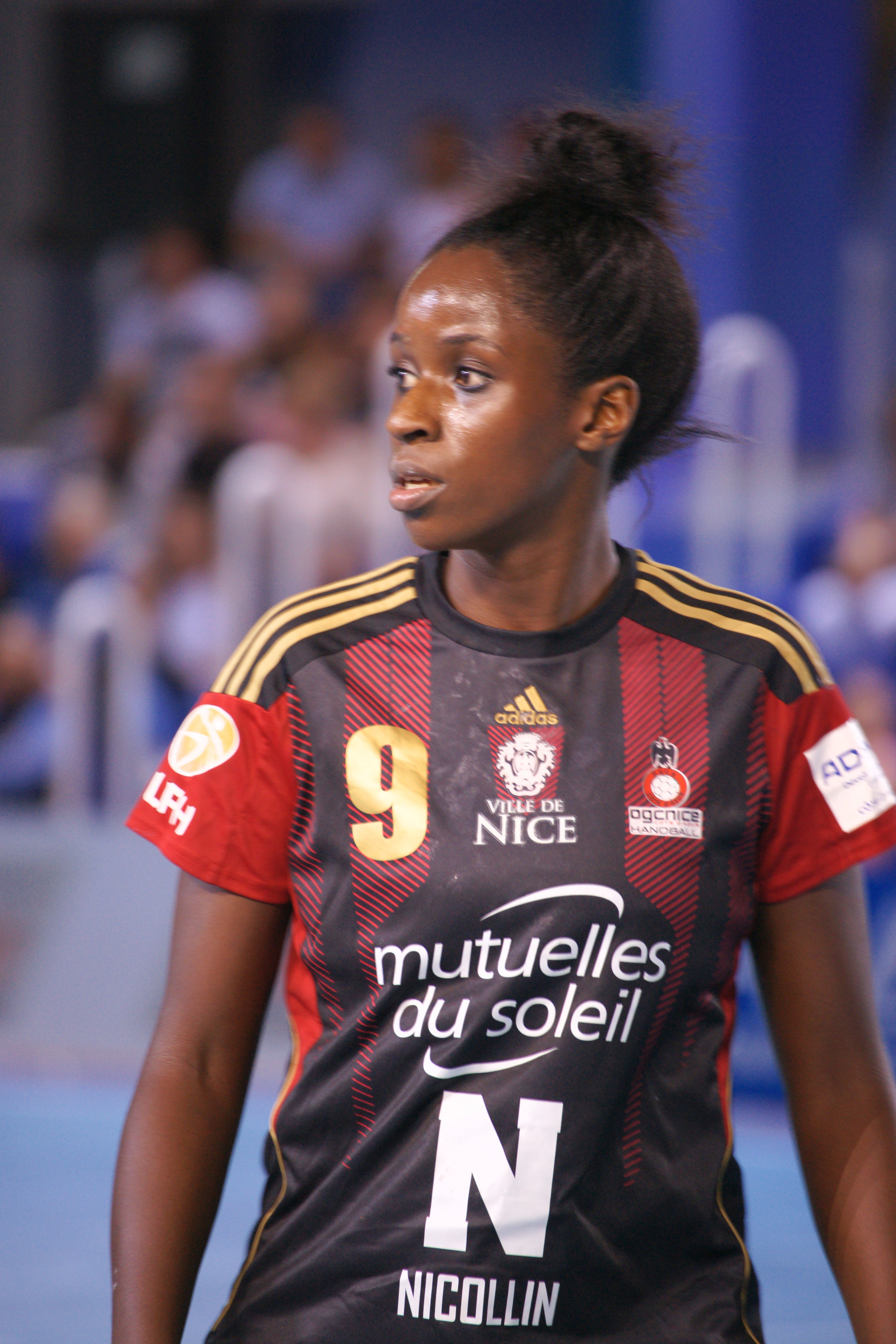
Hadja Cissé sous les couleurs de l'OGC Nice en 2016.

À compter de la saison 2016-2017, elle joue pour une autre équipe de LFH : l'OGC Nice.
Après un passage estival à l'AS Cannes-Mandelieu, Hadja a rejoint en août 2017 la Norvège le club de Sola HK, 8e du dernier championnat norvégien.
Elle évolue ensuite au Saint-Amand Handball en 2018 avant de retourner à Fleury en janvier 2019. En octobre 2019, elle est mise à l'écart sur avis médical en raison de douleurs persistantes aux cervicales apparues au mois de juillet et survenues à la suite d’un accident de la circulation avant de voir son contrat rompu en décembre 2019.
Elle rejoint à l'été 2020 le Reims Champagne Handball en Nationale 1.
Elle participe à l'émission de télévision Koh-Lanta : Les 4 Terres diffusée sur TF1 à partir d'août 2020 et tournée en novembre 2019 ; elle dédie sa participation à son frère Maye décédé en janvier 2019 et fan de l'émission.

## Palmarès

### En équipe nationale
- Sénégal
  -  Médaille d'argent du Championnat d'Afrique des nations 2018
  -  Médaille de bronze des Jeux africains de 2015
  - 6e du Championnat d'Afrique des nations 2014
  - 8e du Championnat d'Afrique des nations 2012
  - participe au Championnat d'Afrique des nations 2016 (le Sénégal est disqualifié avant de jouer la finale)

### En clubs
compétitions nationales
- vainqueur de la coupe de la Ligue en 2016 (avec Fleury-les-Aubrais)
- vice-championne de France en 2016 (avec Fleury-les-Aubrais)